# Saint Saviour (singer-songwriter)
Rebecca Louise “Becky” Jones , beter bekend onder haar artiestennaam Saint Saviour, is een Engelse singer-songwriter uit Stockton-on-Tees.
Tussen 2009 en 2012 was zij de leadzangeres van Groove Armada tijdens hun live-optredens en was tevens te horen op enkele nummers van hun album Black Light, waaronder de singles I Won’t Kneel en Paper Romance. 
Sindsdien heeft zij 3 soloalbums en 2 ep's uitgebracht. 
Het stemgeluid van Saint Saviour wordt regelmatig vergeleken met dat van Kate Bush en Elizabeth Fraser.

## Carrière
Saint Saviour begon haar carrière als zangeres van de electroband The RGB’s.
In 2010 verleende ze haar medewerking aan het album Black Light van Groove Armada, waarop zij haar stem verleende en meeschreef aan de nummers “I Won’t Kneel”, “Paper Romance” en “Time & Space”. Het album werd bekroond met een Grammy-nominatie voor Best Dance/Electronic Album. Tevens ging Saint Saviour in de periode 2009-2012 met Groove Armada op tournee als vaste leadzangeres, waarbij o.a. Glastonbury werd aangedaan.
Na in 2011 enkele ep's te hebben uitgebracht en in het voorprogramma van Hurts  te hebben gestaan kwam in 2012 haar eerste studio-album als soloartiest uit, genaamd “Union”. Het album combineerde een elektronisch geluid dat in het verlengde van haar werk met Groove Armada lag met ballads.
Op het tweede album “In The Seams” uit 2014 werd gekozen voor een intiemere benadering, waarbij de akoestische gitaar en piano een hoofdrol speelden en tevens samengewerkt werd met The Manchester Camerata Orchestra. Dit album werd geproduceerd door Bill Ryder-Jones, die tussen 1996 en 2008 deel uitmaakte van The Coral.
In 2020 kwam het derde album van Saint Saviour uit, genaamd “Tomorrow Again”. Dit album werd uitgebracht op LP en als digitale download. Op dit album stond o.a. een samenwerking met Badly Drawn Boy.

## Discografie

### Studioalbums
- 2012 · Union
- 2014 · In the Seams
- 2020 · Tomorrow Again

### Ep's
- 2011 · Anatomy
- 2011 · Suukei